# Сворность (шахта)
Сворность (нем. Einigkeitschacht) — глубокая шахта в Яхимове. Это самая старая урановая шахта в мире и самая старая шахта, которая до сих пор используется в Европе. Исторически здесь добывали в основном серебро, с 1853 по 1962 год — урановую руду, а с 1906 года — радоновую воду. В Яхимове находились первые в мире радоновые ванны, которые до сих пор снабжаются радоновой водой из шахты «Сворность».

## История
Добыча серебра началась здесь в 1525 году, а название происходит от события, когда спор за участок был разрешен между двумя горнодобывающими компаниями. Точнее, это были горнодобывающая компания «Генерация Святой Анны» и компания «Богатый курган Святой Анны» на Угольном холме. После этого шахтеры стали добывать там нефть, получая огромные прибыли.
В 1801 году город Яхимов выкупил все акции у отдельных шахтеров и стал единственным владельцем шахты. Однако вскоре после этого, работая на жиле Юнгхаузерзехер (Junghauzerzecher) на глубине 417 метров, шахтеры пробили полость, полную воды, и шахта быстро заполнилась водой. Откачка началась практически сразу и была завершена только в 1806 году. Дальнейшее затопление произошло в 1810 году, когда вода достигла пятого этажа. Откачка воды обходилась городу очень дорого, и в 1850 году шахта перешла в собственность государства.
В 1848 году шахта достигала глубины 419 метров и имела восемь уровней. В 1853 году в «Сворности» началась добыча урановой руды. 12 марта 1864 года шахтеры случайно обнаружили ещё один очень богатый источник на глубине 532 метра. Шахта была быстро затоплена, и воду удалось откачать только в начале 1866 года. На осушение шахты ушло три года, и источник был окончательно закрыт.
В 1896 году мощный источник воды вырвался на глубине 514 метров и вскоре затопил шахту вплоть до штольни Дэниела на шестом уровне. Штольня Даниэля является наследственной штольней, что означает, что она должна быть полностью проходимой, даже если сама шахта больше не работает. Излишки воды из шахты не откачивались до 1924 года.
Во время Второй мировой войны здесь работали 60 советских военнопленных. В конце 1944 года Управление стратегических служб США (OSS) провело аэрофотосъемку «Сворности». В последующем отчете агенты OSS отметили, что объём добычи урановой руды был ниже, чем до войны, поэтому от подготовленных бомбардировок «Сворности» и других рудников — «Ровность» и «Братство» — они отказались.
После окончания войны национальное предприятие «Яхимовские рудники» начало добычу урановых руд для Советского Союза, а 4 декабря 1949 года на руднике был создан принудительный трудовой лагерь «Сворность». С рудником его соединяет 160-градусная «лестница ужаса».

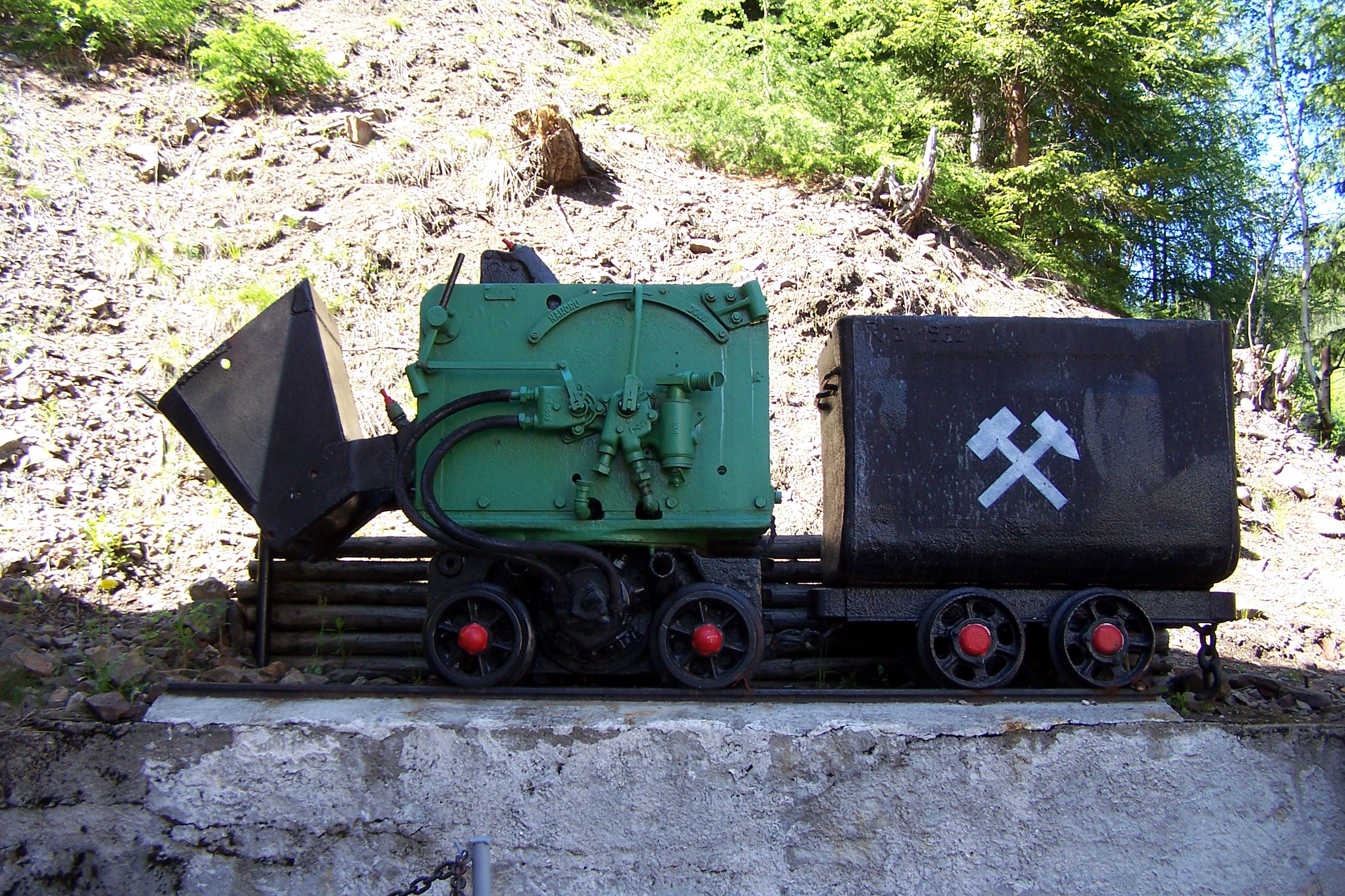
Шахта «Сворность», Яхимов

1 июня 1961 года взамен непригодной штольни Даниэля была пройдена штольня «Новая Сворность». По ней по трубопроводу транспортировалась радоновая вода для нужд курорта. Штольня была передана курорту 28 апреля 1963 года. Вся шахта была передана курорту 1 апреля 1964 года. Таким образом, курорт Яхимов стал его единственным владельцем. В 1966 году, в рамках празднования нескольких юбилеев (450 лет городу, 250 лет горной школе и 60 лет курорту), профессор Отто Ган, профессор Франтишек Бегоунек и инженер Франтишек Шлик посетили шахту. По случаю этого визита скважина HG-1 была переименована в источник Бегоунек.
В 1992—1996 годах на курорте была проведена общая реконструкция горной шахты, а также заменена проржавевшая горная вышка. В 2002 году была достигнута глубина 600 метров и обнаружены новые источники радиоактивной воды (источник Агрикола). Помимо источников Агрикола и Бегоунек, здесь также используются источники Кюри и С1. Это первая, долгое время единственная в мире шахта, где добывали радий, и самая глубокая шахта в мире, которая используется не для добычи сырья, а для воды (которая в яхимовских породах самопроизвольно насыщается радоном, редким газом, образующимся при распаде радия). Благодаря своим химическим свойствам вода оказывает лечебное воздействие. Возраст целебной воды составляет примерно от 12 до 35 тысяч лет.
Яхимовский курорт предлагает периодические экскурсии на так называемый двенадцатый этаж шахты, расположенный на глубине 500 метров под землей.

## Минералогическое разнообразие

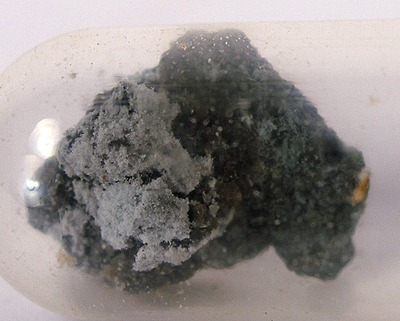
Образец редкого минерала вайдакита из рудника «Сворность»

Общая протяженность коридоров составляет более ста километров, здесь были обнаружены самые богатые серебряные жилы Яхимовского района — Гешейбер, Кюх, Прокоп, Клемент, Ондржей, Роза фон Иерихон, Фундгрубер, Хильдебранд, Евангелиста. Первым эксплуатируемым источником был источник Кюри, за ним последовали источники Хильдебранд (1926), Беккерель (1928), Прокоп, Евангелист, HE-1 (все 1952), HG-1 (3 мая 1952). Геологическое исследование коренных пород на этом руднике в 1977 году показало огромное разнообразие участка. В районе Яхимова обнаружено семнадцать металлоносных руд (серебро, уран, олово, свинец, кобальт, висмут, вольфрам и другие) и более четырёхсот различных минералов. Таким образом, рудник «Сворность» стал самым богатым минералогическим месторождением в мире. Шахта оборудована охранным устройством, которое препятствует передвижению любителей-поисковиков минералов.